# Sammy Hagar
Samuel Roy Hagar, nascut el 13 d'octubre de 1947, en Monterey, Califòrnia, EUA, més conegut com a Sammy Hagar és un guitarrista de rock, cantant i compositor. Va ser membre de Van Halen i, a principis dels 70, del grup de rock Montrose. És d'origen libanès i nebot del músic Ken Tamplin.

## Biografia

### Inicis
Després d'una breu carrera com boxador, seguint els passos del seu pare, Sammy es va interessar per la florescent escena musical del Sud de Califòrnia, formant la seua primera banda: The Faboulous Catillas.
També se li va conèixer en alguna de les altres bandes pre-Montrose com Skinny, Sammy Hagar Band, Justice Brothers, Dustcloud, Cotton, Jimmy i Manhole.
En Justice Brothers també va tocar David Lauser.

### Montrose (1973-1975)
El major èxit de la seua carrera fins llavors vindria de la mà del treball al costat del grup Montrose en els seus discos de debut Montrose (1973) i Paper Money (1974), incloent la cançó composta pel mateix Hagar Bad Motor Scooter. Després de desavinences amb el fundador Ronnie Montrose durant un tour europeu, Sammy va deixar el grup juntament amb el baixista Bill Church i el bateria Denny Carmassi en 1977.

### En solitari (1976-1984)
Hagar va començar llavors una ascendent carrera d'èxit en solitari. Després d'un moderat èxit a Capitol Records amb discos com Nine on a Ten Scale (1976) que incloïa el reeixit Xarxa, Hagar va cercar la col·laboració del seu amic i excol·lega de Justice Brothers David Lauser com a bateria. Amb aquests canvis i el canvi a Geffen Records, va gaudir d'èxits com Heavy Metall, Three Lock Box i el seu potser més conegut I Can't Drive 55 una protesta contra la limitació federal de circular a més de 55 milles per hora (88km/h) en les autopistes americanes. (Aquesta llei va ser modificada més tard i finalment abolida, i per això la cançó va ser modificada a 65).
La contínua aparició durant aquest període de Sammy amb roba roja en els seus vídeos va fer que fóra conegut com el rocker roig.

### H.S.A.S. (1984)
En 1983-84 Sammy Hagar i Neal Schon van formar el supergrup HSAS (Hagar Schon Aaronson Shrieve) juntament amb el baixista ex-Foghat: Kenny Aaronson i el bateria ex-Santana: Michael Shrieve.
HSAS va donar un menut tour nadalenc de beneficència i va publicar un disc Through The Fire. Aquest projecte va tenir curta vida. Un tema en particular, una versió de Whiter Shade of Pale va rebre una notable difusió amb el lloc 94 de les llistes de singles Billboard.

### Van Halen (1985-1996)
Després de separar els camins amb el popular vocalista David Lee Roth, els altres membres de Van Halen van contactar molta gent per a cercar un vocalista. Gràcies a l'estima de Eddie per Montrose, van escoltar i ràpidament van contractar a Hagar la vacant.
Amb Sammy al capdavant, Van Halen va produir 4 "platins", nombres 1 en les llistes Billboard: 5150, OU812, For Unlawful Carnal Knowledge i Balanç (a tenir en compte que en les època de Roth, Van Halen només va tenir un nombre 1 amb Jump). Tanmateix, els problemes van acabar aflorant, arribant a la seua fi en 1996.
Hagar no va estar d'acord a gravar dues pistes més en la banda sonora de Twister. Després d'haver estat d'acord a prendre's una pausa després de la seua gira de 1995, i va mantenir el seu desacord en un nou hit en aquest punt de la història de la banda. Aquests temes van ser forçats pel nou mànager del grup, encunyat de Alex Van Halen, després de la mort del mànager de tota la vida Ed Leffler.
Hagar volia fer un nou àlbum d'estudi en el seu lloc, però només quan Eddie, Alex i l'esposa embarassada pròpia hagueren acabat els seus problemes mèdics. Les circumstàncies van voler que Sammy estiguera en Hawaii amb la seua esposa quan Eddie va voler que tornara a l'estudi. Quan Sammy no va aparèixer aquest li va dir que estava acomiadat. Eddie li va demanar que s'anara.
El final definitiu vi quan Eddie va començar a treballar amb el vocalista David Lee Roth en lloc d'Hagar, i van fer dos noves cançons amb Roth para el Best of Volume 1. Quan Van Halen va trencar de nou amb Roth, en lloc de recontractar a Hagar, va cercar un nou cantant: Gary Cherone.

### En solitari de nou (1996-2002)
Decidit a renàixer de les seues cendres, Hagar es va posar a produir nous treballs en solitari després de deixar Van Halen en 1996. Va impulsar la seua nova banda The Waboritas, comptant altra vegada amb David Lauser a la bateria, amb l'exteclista Jesse Harms, i el nou guitarrista Vic Johnson, ex-Busboys i el nou baixista Mona, ex-Tommy Tutone.

### Chickenfoot (2009)
El 2009, l'ex-Van Halen es va ajuntar amb 3 dels grans músics de la história: el gran guitarrista Joe Satriani. Un dels millors bateries Chad Smith (Red Hot Chili Peppers) i el també ex-Van Halen Michael Anthony al baix.
Aquest explosiu conjunt, amb el seu estil diferent de rock, porta una gran força de cara el futur. Han tret un primer disc, i de moment tenen força èxit als Estats Units.